# Maksim Hrabowenko
Maksim Iwanowycz Hrabowenko, Maksim Iwanowicz Grabowienko (ukr. Максим Іванович Грабовенко, ros. Максим Иванович Грабовенко, ur. 11 sierpnia 1923 we wsi Marinowka obecnie w rejonie domaniwskim w obwodzie mikołajowskim, zm. 12 listopada 1980 we wsi Nowoaleksiejewka w rejonie wradijiwskim w obwodzie mikołajowskim) – radziecki wojskowy, starszy sierżant, Bohater Związku Radzieckiego (1943).

## Życiorys
Urodził się w ukraińskiej rodzinie chłopskiej. Skończył 7-letnią szkołę średnią, później pracował jako stolarz w Nowosybirsku, później jako cieśla na budowie kombinatu metalurgicznego w Stalińsku (obecnie Nowokuźnieck). Do Armii Czerwonej został powołany w sierpniu (wg innych danych w grudniu) 1941, początkowo w składzie 455 Dywizji Piechoty (później przeformowanej w 237 Dywizję Piechoty). W kwietniu 1942 wraz z dywizją został skierowany do Wołogdy w Archangielskim Okręgu Wojskowym. Od lipca 1942 uczestniczył w wojnie z Niemcami, walczył na Froncie Woroneskim, od sierpnia 1942 Briańskim, od października 1942 ponownie Woroneskim. Brał udział w operacji woronesko-woroszyłogradzkiej (od czerwca do lipca 1942), woronesko-kastorneńskiej, (w styczniu 1943) i charkowskiej (w lutym i marcu 1943), a latem 1943 walczył w bitwie pod Kurskiem. Jako celowniczy działa 691 pułku artylerii 237 Dywizji Piechoty 40 Armii w stopniu młodszego sierżanta wyróżnił się w bitwie o Dniepr. 25 września 1943 k. wsi Hrebeni w rejonie kaharłyckim w obwodzie kijowskim sforsował Dniepr, trzy dni później brał udział w odpieraniu trzech niemieckich kontrataków przez 10 godzin. Został wówczas ranny, jednak nadal obsługiwał działo i prowadził ogień, unicestwiając wiele siły żywej przeciwnika. W 1945 został zdemobilizowany w stopniu starszego sierżanta, później mieszkał we wsi Nowoaleksiejewka w obwodzie mikołajowskim, gdzie kierował fermą. Zginął w wypadku.

## Odznaczenia
- Złota Gwiazda Bohatera Związku Radzieckiego (24 grudnia 1943)
- Order Lenina (24 grudnia 1943)
- Medal za Odwagę (14 sierpnia 1943)

I inne.